# Кйотуїт
Кйотуїт (/ˈtʃɜːrˌtuːaɪt/) — рідкісний мінерал з формулою BiSbO4. Це природний антимонат бісмуту, в якому бісмут має ступінь окиснення +3, а стибій — +5.

## Опис
Кйотуїт кристалізується у моноклінній сингонії, просторова група I2/c, є ізоструктурним з кліно-сервантитом, його тривалентним стибієвим аналогом. Кйотуїт — стибієвий аналог клінобісваніту.

## Прояви
Кйотуїт виявили поблизу Могока в М'янмі, районі, відомому своєю мінеральною різноманітністю дорогоцінного каміння.
Лише один зразок природної форми цього мінералу вагою 0,3 грама задокументовано, і він зберігається та виставлений у Музеї природничої історії округу Лос-Анджелес.